# Jordnötssläktet
Jordnötssläktet (Arachis) är ett släkte i familjen ärtväxter, med cirka 70 arter. De förekommer naturligt i Sydamerika. Den enda arten med ekonomiskt värde är jordnöten (A. hypogaea).
Släktet innehåller ettåriga eller fleråriga örter som kan vara upprätta eller krypande. Bladen består av 3-4 delblad. Blomställningen består av en ensam blomma eller 2-7 i ett ax, de är gula, ibland med röda streck. Frukten är en balja med 1-6 frön.

## Bildgalleri

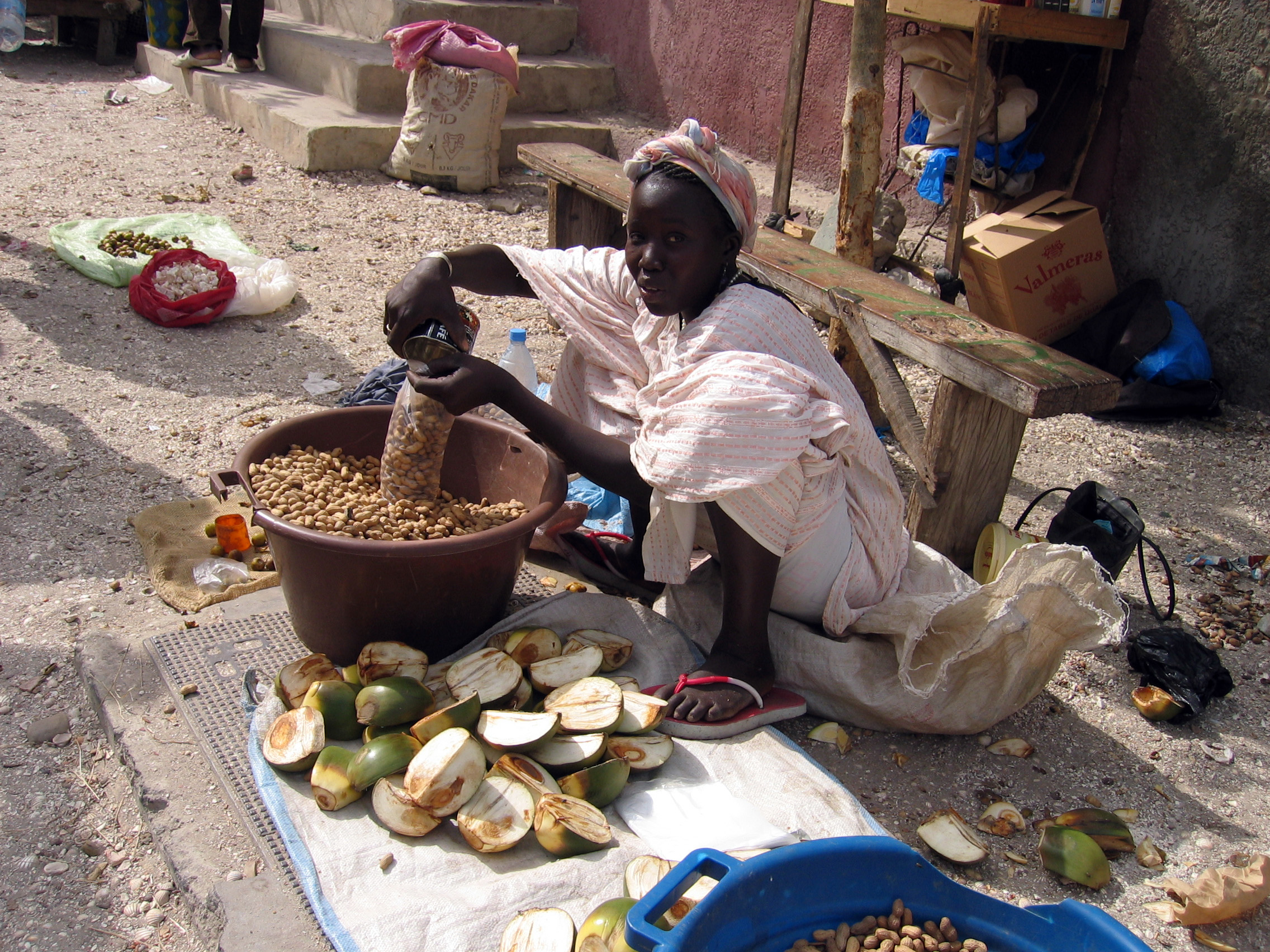
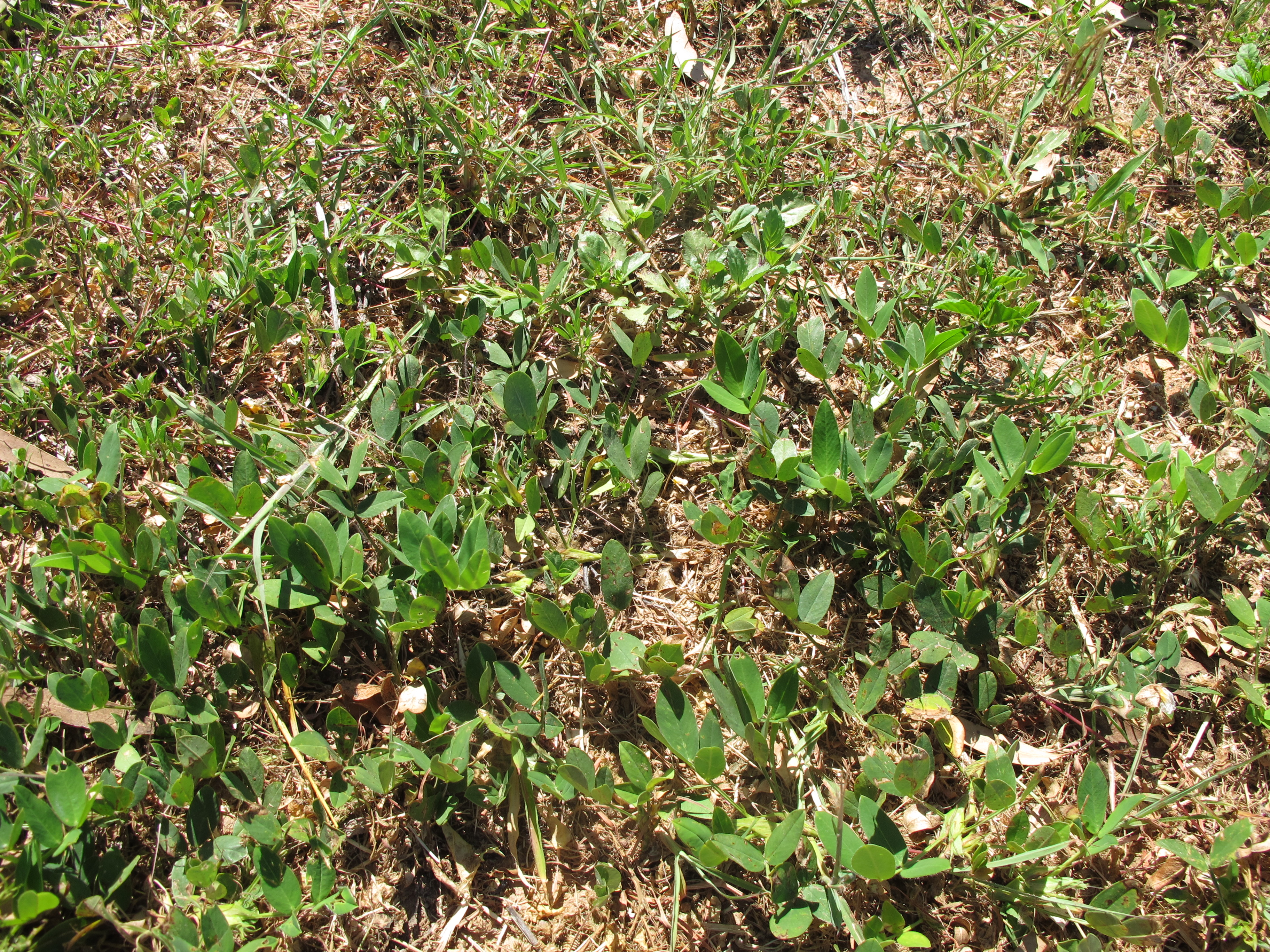
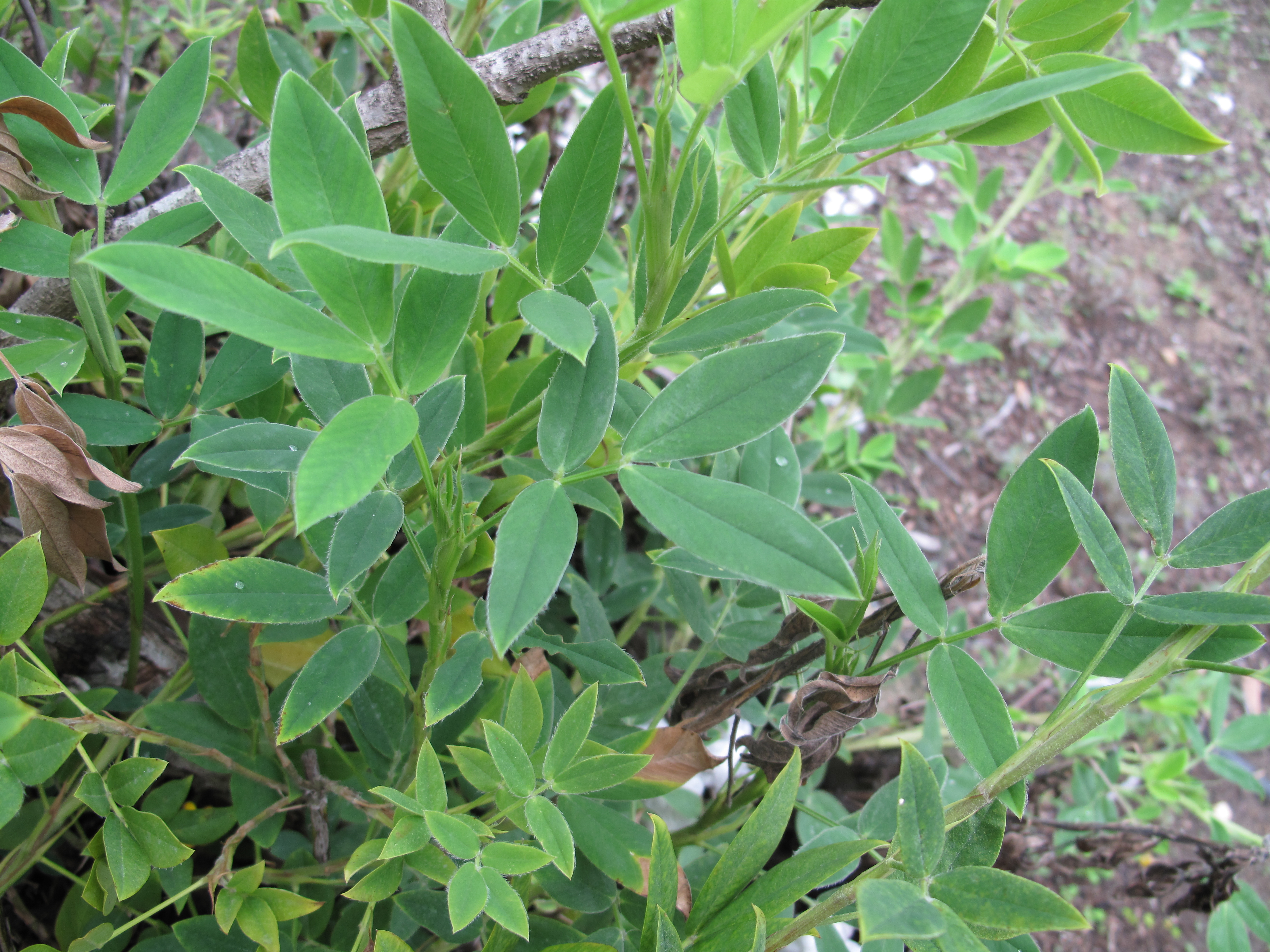
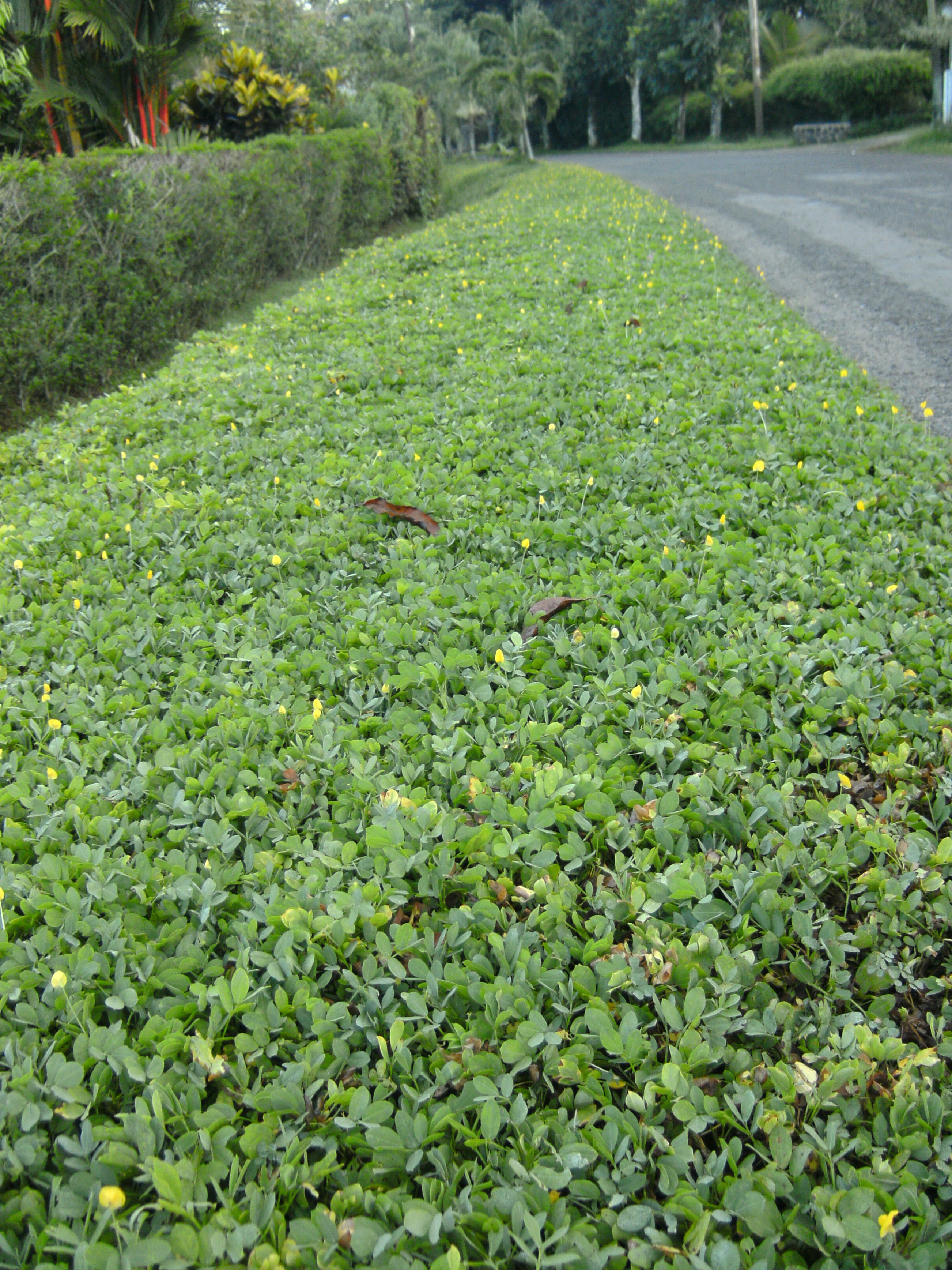
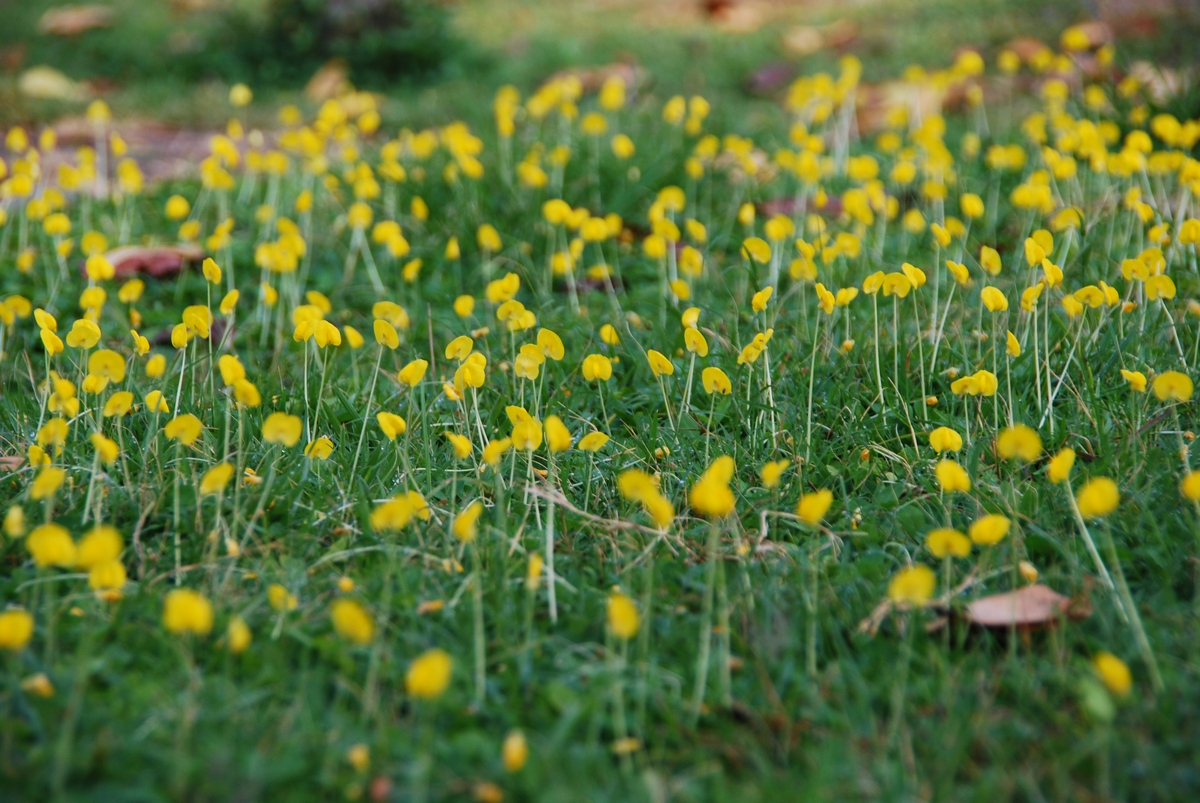
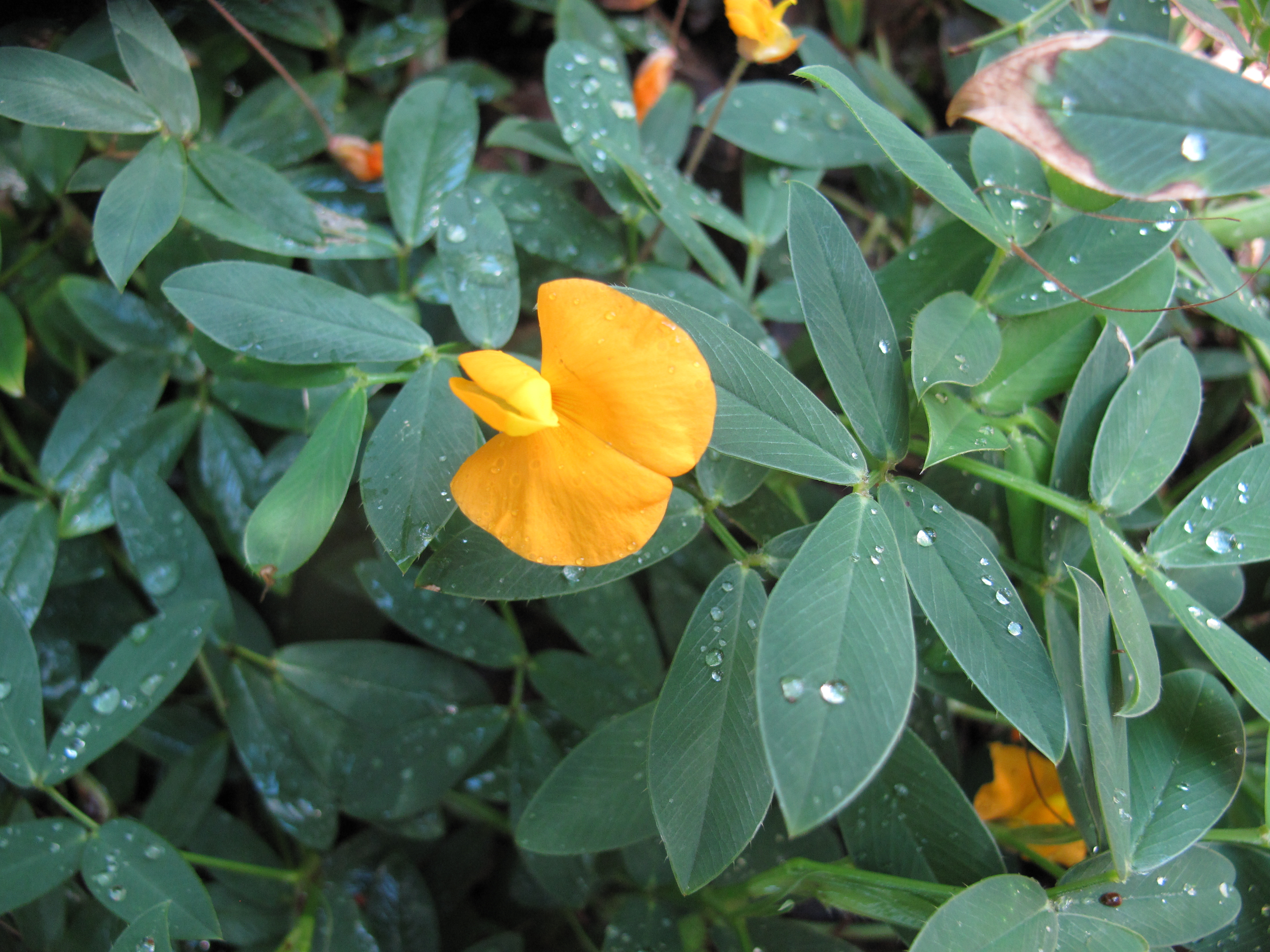

## Dottertaxa till Jordnötssläktet, i alfabetisk ordning[1]
- Arachis appressipila
- Arachis archeri
- Arachis batizocoi
- Arachis benensis
- Arachis benthamii
- Arachis brevipetiolata
- Arachis burchellii
- Arachis burkartii
- Arachis cardenasii
- Arachis chiquitana
- Arachis correntina
- Arachis cruziana
- Arachis cryptopotamica
- Arachis dardani
- Arachis decora
- Arachis diogoi
- Arachis douradiana
- Arachis duranensis
- Arachis giacomettii
- Arachis glabrata
- Arachis glandulifera
- Arachis gracilis
- Arachis guaranitica
- Arachis hatschbachii
- Arachis helodes
- Arachis hermannii
- Arachis herzogii
- Arachis hoehnei
- Arachis hypogaea
- Arachis ipaensis
- Arachis kempff-mercadoi
- Arachis kretschmeri
- Arachis kuhlmannii
- Arachis lignosa
- Arachis lutescens
- Arachis macedoi
- Arachis magna
- Arachis major
- Arachis marginata
- Arachis martii
- Arachis matiensis
- Arachis microsperma
- Arachis monticola
- Arachis oteroi
- Arachis palustris
- Arachis paraguariensis
- Arachis pietrarellii
- Arachis pintoi
- Arachis praecox
- Arachis prostrata
- Arachis pseudovillosa
- Arachis pusilla
- Arachis repens
- Arachis retusa
- Arachis rigonii
- Arachis setinervosa
- Arachis simpsonii
- Arachis stenophylla
- Arachis stenosperma
- Arachis subcoriacea
- Arachis sylvestris
- Arachis trinitensis
- Arachis triseminata
- Arachis tuberosa
- Arachis valida
- Arachis vallsii
- Arachis williamsii
- Arachis villosa
- Arachis villosulicarpa